# 野马河
39°25′55.32″N 95°10′2.7″E / 39.4320333°N 95.167417°E
野马河，位于中华人民共和国甘肃省酒泉市肃北蒙古族自治县境内的一条河流，为党河右岸支流，发源于野马南山海拔4469米音德尔达坂，以间歇性河流或地下潜流自东南向西北流，作为肃北县石包城乡与党城湾镇之间的界河行进在野马山与野马南山之间的高山草甸地带，于野马大泉一带转向西流，在大红泉、小红泉附近以潜流的形式行30千米绕出野马南山到大别盖附近汇入党河。全长155千米，流域面积5678平方千米。